# Andrzej Solá Molist
Andrzej Solá Molist, hiszp.  Andrés Solá y Molist (ur. 7 października 1895 w Taradell w Hiszpanii, zm. 25 kwietnia 1927 w Rancho de San Joaquín w Meksyku) – hiszpański klaretyn (CMF) i misjonarz, błogosławiony Kościoła rzymskokatolickiego.
Gdy poczuł powołanie do życia zakonnego wstąpił do Zgromadzenia Misjonarzy Synów Niepokalanego Serca Błogosławionej Maryi Dziewicy (pot. klaretyni) i 23 września 1922 roku w Segowii został wyświęcony na kapłana.
W 1923 udał się z misją do Meksyku. Podczas prześladowań antykatolickich został rozstrzelany 25 kwietnia 1927 roku razem z Józefem Trynidadem Rangelem i Leonardem Pérezem Láriosem.
Beatyfikował go Benedykt XVI 20 listopada 2005 roku  w grupie trzynastu męczenników meksykańskich.